# Organisation du traité d'interdiction complète des essais nucléaires
L’Organisation du traité d'interdiction complète des essais nucléaires (OTICE ; en anglais Comprehensive Nuclear-Test-Ban Treaty Organization, CTBTO) a pour rôle de détecter toute explosion atomique sur la planète et d'en faire part aux pays signataires du contrat, pour prendre des mesures afin d'empêcher les puissances nucléaires actuelles de poursuivre leurs essais, et les États ne disposant pas de l'arme atomique de s'en doter.
Elle dispose d'instruments de mesure (sismographes, stations de détection d'infrasons, analyses de particules radioactives dans l'air) réparties sur toute la planète, envoyant les informations prélevées au siège de l'Organisation, à l'ONU à Vienne.

## Statut
Le "Comprehensive (Nuclear) Test Ban Treaty" (CTBT ou "Traité d'interdiction complète des essais nucléaires") n'est pas encore entré en vigueur, ce qui ne sera possible que 180 jours après la ratification par le dernier des 44 pays visés à l'annexe 2 (liste de pays dont la signature puis la ratification est nécessaire pour l'entrée en vigueur du Traité, et donc permettre à l'Organisation de faire son travail correctement). L'OTICE n'est donc pas encore une organisation opérationnelle (officiellement, puisque officieusement elle en a déjà tous les moyens, mais n'a pas le droit légal de les appliquer notamment les "inspections sur le site"). Depuis 1997, la Commission préparatoire (preparatory commission) s’occupe de préparer l'Organisation à l'entrée en vigueur du traité.
En mai 2012, 41 des 44 États visés à l'annexe II avaient signé le Traité (manquent l'Inde, le Pakistan et la Corée du Nord) et 36 l'ont ratifié (manquent la Chine, Égypte, Iran, Israël et les États-Unis), ce qui rend l'entrée en vigueur du Traité improbable à moyen terme et compromet la raison même d'exister de l'organisation.

## Mandat
Le rôle de la commission préparatoire (Preparatory Commission) est de préparer l'organisation à l'entrée en vigueur du traité en établissant le système de surveillance international (composé de 337 stations sur toute la planète - International Monitoring System, le centre international d'étude des données recueillies - International Data Center, et le réseau de communication de ces informations - Global Communication Infrastructure). La commission a aussi pour but de définir le protocole de vérifications sur place (une fois le traité en vigueur, si une explosion atomique est soupçonnée, une équipe de chercheurs de l'OTICE devrait se voir accorder le droit de parcourir la zone supposée de l'explosion pour y rechercher des preuves de son existence).

## Départements directement liés au système de détection

### Système de surveillance international

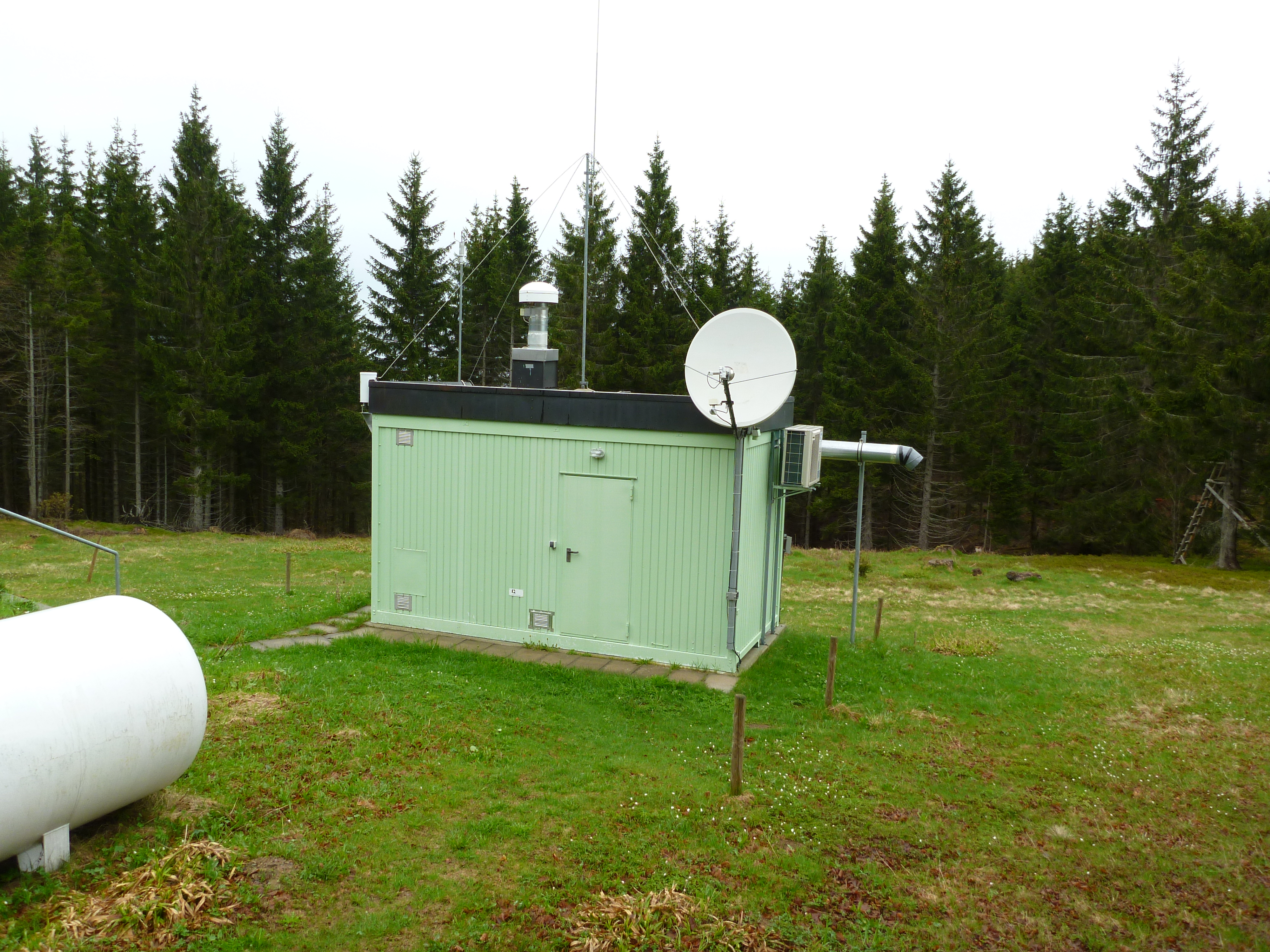
Station radionucléide sur la montagne Schauinsland en Allemagne

Une fois complété le réseau de station de l'IMS comportera :
- 170 stations sismiques : 50 primaires et 120 auxiliaires. Les stations primaires délivrent leurs relevés en temps réel, et les stations secondaires seulement sur demande. Le problème est de faire la distinction entre les tremblements de terre quotidiens détectés sur terre et une explosion atomique (note : une énorme explosion non atomique pourrait aussi être relevée).

- 11 stations hydroacoustiques dans les océans détectant les « vagues » (ondes sous-marines), comme celles provoquées par une explosion sous-marine (même très lointaine). Six d'entre elles utilisent des microphones sous-marins qui transmettent leurs informations par câble à des stations côtières. Les cinq autres (T-phase stations) utilisent des sismographes pour détecter les ondes sous-marines une fois converties en ondes sismiques au contact du socle rocheux de l'île.

- 60 stations infrason utilisant des microbarographes (appareils dotés de senseurs de pression acoustique) pour détecter les ondes sonores de très basse fréquence résultant de phénomènes d'ampleur. Ces stations sont constituées de 4 à 8 détecteurs distants de 1 à 3 kilomètres. Les informations des différents détecteurs permettent de distinguer un phénomène naturel ou humain (éruption volcanique, phénomènes météorologiques, entrée atmosphérique d'un météoroïde (ex : 2014 AA) ou de débris spatiaux, lancement de fusée ou passages d’avions supersoniques) d'une explosion atomique.

- 80 stations radionucléides recherchant le taux de particules radioactives présentes dans l'air afin de détecter une éventuelle explosion atmosphérique (ou les relâchements radioactifs dans l’atmosphère d'une explosion sous-marine ou souterraine), ce qui est la preuve ultime et indéniable d'une explosion atomique.

En mai 2012, plus de 85 % des stations étaient déjà en service. L'analyse des données fournies par toutes ces stations et leur mise à disposition aux États signataires permet de contrôler les activités atomiques menées sur terre avec une précision inégalée. Seuls trois pays sont dotés d'un tel système : la France, la Russie et les États-Unis. On peut donc dire que le rôle de l'OTICE est également un rôle de "démocratisation" des informations concernant l'activité atomique sur terre, afin d'être sûr que ces informations ne soient pas retenues par le peu de puissances y ayant accès par elles-mêmes. De plus, son réseau est le plus international et complet et est donc destiné à terme à devenir le plus performant. Il faut aussi noter qu'une fois complété, le réseau sera amélioré pour faire face à d'éventuelles tentatives de dissimulations d’essais nucléaires et le rendre plus précis. Le nombre important de stations devrait lui permettre de rester opérationnel même au cas où quelques stations seraient en panne. Ce qui devrait éviter la reproduction d'un événement tel que l’incident Vela : un flash qui est supposé être l'explosion de la première bombe atomique israélienne, mais que les États-Unis n'ont toujours pas pu prouver car une part de leur matériel de détection était défectueux.

### Communications et infrastructures (GCI)

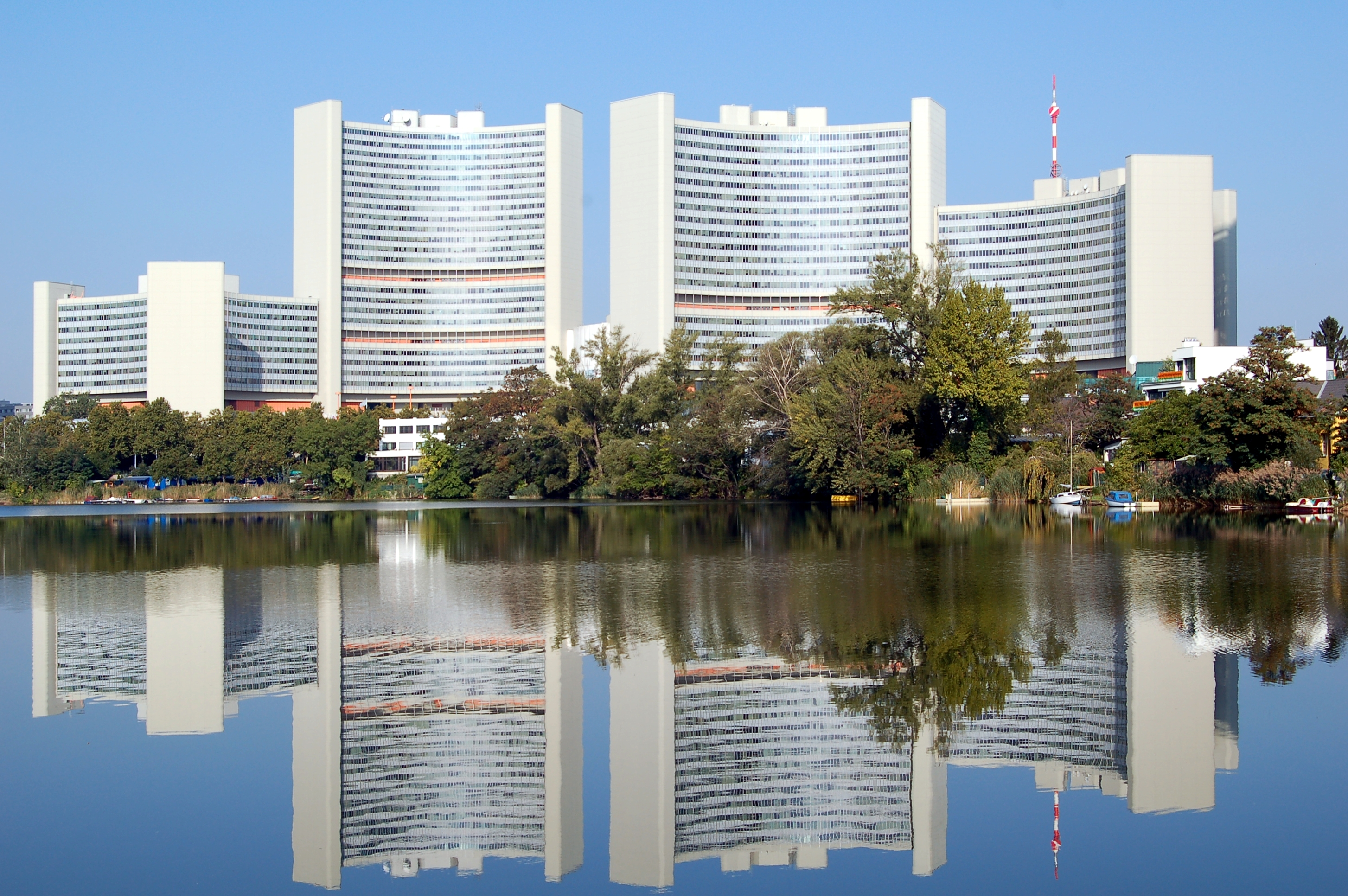
VIC - Vienna International Centre (UNO-City), où siège l'OTICE

Les informations de toutes ces stations sont transmises via câble et satellite au centre international de collecte des données (CTBTO International Data Centre ou IDC) à Vienne grâce à un réseau mondial de communication, gestion de données et de stations, appelé GCI (Global Communications Infrastructure). Le satellite (VSAT) est bien sûr le principal moyen de transfert des données.

### Centre international de collecte des données (IDC)
Le International Data Center (IDC) enregistre et analyse les informations de l'IMS qui lui sont fournies grâce au GCI, ce qui représente 5 gigaoctets par jour.
Ils utilisent des custom software pour générer des rapports automatiques au sujet des événements significatifs qui sont ensuite étudiés par des analystes entraînés pour cette tâche. Ceci permet l'élaboration de bulletins réguliers aux États signataires, dont la qualité (véracité des faits relevés et explications avancées) est assurée par ce système de travail.
L'IDC gère une base de données (les informations transmises par les stations et enregistrées) d'une capacité totale de 125 téraoctets, ce qui correspond à plus de 10 ans d'archivage des données.
Les États signataires ont un accès direct et entier aux informations fournies par les stations de l'IMS (quelles soient brutes ou déjà analysées), pour permettre des vérifications, ou un usage civil (par exemple, l'utilisation de ces stations pour le système international d'alerte aux tsunamis (anglais) dans l'océan Indien, pour que ne se reproduisent plus de telles catastrophes.

### Inspections sur le site (OSI)
Si un événement détecté par l'IMS ou d'une autre façon (et dans le cas où le CTBT serait entré en vigueur) laisse à penser qu'une explosion atomique a eu lieu, une inspection sur le site (On Site Inspection ou OSI) serait alors conduite, si au moins 30 des 51 membres du conseil exécutif du CTBTO y sont d'accord, pour statuer de la véracité des doutes liés aux données relevées. Un espace pouvant aller jusqu'à 1 000 km2 serait alors délimité et inspecté par une équipe allant jusqu'à 40 personnes.
Pourtant, si jamais une telle équipe arrivait à faire son travail, et prouvait l'existence d'une explosion, il est dit que l'ONU devrait débattre d'éventuelles sanctions contre le pays ayant enfreint le traité, mais ces sanctions ne sont pas définies... ce qui rend le rôle opérationnel de l'organisation encore plus improbable, c'est pourquoi il ne faut pas oublier que son rôle principal est de transmettre les informations recueillies à tous les États signataires.

## Essais nucléaires nord-coréens 2006 et 2009
Le 9 octobre 2006, la Corée du Nord a effectué son premier essai nucléaire souterrain dans le nord du pays. Le système de surveillance international de l’OTICE a détecté l'explosion de faible puissance avec 22 de ses stations sismiques. Dans les deux heures qui ont suivi, les États membres de l’OTICE ont reçu des premières informations sur l'emplacement, l'ampleur, l’heure et la profondeur de l’essai. Deux semaines après l'explosion, une station radionucléide à Yellowknife, Canada, a détecté des traces d’un gaz noble radioactif (xénon 133) dans l'air. La présence de xénon fournit la preuve qu'une explosion nucléaire a eu lieu. Des calculs spécifiques concernant la modélisation du transport atmosphérique des analystes de l’OTICE indiquaient que le xénon, détecté à Yellowknife, avait effectivement pour origine la Corée du Nord.
La Corée du Nord a effectué un deuxième essai nucléaire, le 25 mai 2009 où beaucoup plus de stations sismiques (61) ont enregistré l'explosion. Cela était dû en partie à une plus grande puissance de l'explosion mais aussi dû au fait qu’un plus grand nombre de stations de surveillance étaient en service en 2009. Deux heures après le test, l'OTICE a présenté des conclusions initiales à ses États membres. L'information disponible a également permis aux analystes d'identifier une zone beaucoup plus petite pour une inspection potentielle sur le site. En 2009, la zone estimée a couvert 264 km2 par rapport à  880 km2 en 2006,.

## Impacts cosmiques
2014 AA, un petit astéroïde de 2  à   4 mètres de diamètre, a heurté la Terre le 2 janvier 2014. L'infrason de l'impact a été détecté par trois stations de détection d'infrasons de l'Organisation du traité d'interdiction complète des essais nucléaires. L'astéroïde est entré dans l'atmosphère peu après 3 h à 3 000 kilomètres à l'est de Caracas (Venezuela), loin de toute terre. L'objet s'est désintégré au-dessus de l'Atlantique, à environ 1 500 kilomètres des côtes du Brésil et 1 800 kilomètres du Cap-Vert, vers 12° Nord et 40° Ouest. Les météorites produites par l'explosion plongèrent dans l'océan où elles reposent désormais par environ 4 500 mètres de fond.

## Usages civils
Les quantités considérables de données recueillies par les stations peuvent être utilisées à d’autres fins que la détection d’explosions nucléaires, en particulier dans le domaine de l'alerte précoce. En 2006, l'OTICE a commencé à fournir des données sismiques et hydroacoustiques directement aux centres d'alerte aux tsunamis. À partir de 2012, les données sont partagées avec les centres de huit pays, principalement dans la région Indo-Pacifique. La France a signé un accord avec l’OTICE en 18 novembre 2010 afin d’améliorer la prévention des tsunamis sur les côtes françaises et méditerranéennes.
Durant l’accident nucléaire de Fukushima de mars 2011, plus que 40 stations de radionucléides de l'OTICE ont suivi à l'échelle mondiale la dispersion de la radioactivité provenant du réacteur nucléaire endommagé. L'OTICE partage ses données et analyses avec ses 183 États membres et des autres organisations internationales. Aujourd’hui plus que 1 200 institutions scientifiques et académiques dans 120 pays font recours à cette offre.
Les données et les technologies de l’OTICE peuvent aussi être utilisées dans l'aviation civile, la recherche sous-marine et pour mieux comprendre les océans, les volcans ou les changements climatiques.

## Informations complémentaires

### Quelques chiffres
Le CTBTO Provisional Technical Secretariat (CTBTO PTS) a commencé son travail le 17 mars 1997.
Le premier secrétaire exécutif était Wolfgang Hoffmann (Allemagne), et a laissé sa place à Tibor Tóth (Hongrie) le 1er août 2005.
Le budget est financé en dollars et euros pour un montant de 46,5 millions de dollars et 56,4 millions d'euros en 2010.
Le CTBTO employait plus de 250 personnes de 71 pays différents en mai 2012.
Le siège du CTBTO se trouve au Vienna International Centre, ainsi que l'AIEA, l’Office des Nations unies contre la drogue et le crime et l’Organisation des Nations unies pour le développement industriel.

### États visés à l'Annexe 2
Cette liste est celle des États dont la signature et la ratification du traité est nécessaire à son entrée en vigueur.
| Pays                             | Signature         | Ratification      |
| -------------------------------- | ----------------- | ----------------- |
| Afrique du Sud                   | 24 septembre 1996 | 30 mars 1999      |
| Algérie                          | 15 octobre 1996   | 11 juillet 2003   |
| Allemagne                        | 24 septembre 1996 | 20 août 1998      |
| Argentine                        | 24 septembre 1996 | 4 décembre 1998   |
| Australie                        | 24 septembre 1996 | 9 juillet 1998    |
| Autriche                         | 24 septembre 1996 | 13 mars 1998      |
| Bangladesh                       | 24 octobre 1996   | 8 mars 2000       |
| Belgique                         | 24 septembre 1996 | 29 juin 1999      |
| Brésil                           | 24 septembre 1996 | 24 juillet 1998   |
| Bulgarie                         | 24 septembre 1996 | 29 septembre 1999 |
| Canada                           | 24 septembre 1996 | 18 décembre 1998  |
| Chili                            | 24 septembre 1996 | 12 juillet 2000   |
| Chine                            | 24 septembre 1996 | non ratifié       |
| Colombie                         | 24 septembre 1996 | 29 janvier 2008   |
| République démocratique du Congo | 4 octobre 1996    | 28 septembre 2004 |
| Corée du Nord                    | non signé         | non ratifié       |
| Corée du Sud                     | 24 septembre 1996 | 24 septembre 1999 |
| Égypte                           | 14 octobre 1996   | non ratifié       |
| Espagne                          | 24 septembre 1996 | 31 juillet 1998   |
| États-Unis                       | 24 septembre 1996 | non ratifié       |
| Finlande                         | 24 septembre 1996 | 15 janvier 1999   |
| France                           | 24 septembre 1996 | 6 avril 1998      |
| Hongrie                          | 25 septembre 1996 | 13 juillet 1999   |
| Inde                             | non signé         | non ratifié       |
| Indonésie                        | 24 septembre 1996 | 5 février 2012    |
| Iran                             | 24 septembre 1996 | non ratifié       |
| Israël                           | 25 septembre 1996 | non ratifié       |
| Italie                           | 24 septembre 1996 | 1er février 1999  |
| Japon                            | 24 septembre 1996 | 8 juillet 1997    |
| Mexique                          | 24 septembre 1996 | 5 octobre 1999    |
| Norvège                          | 24 septembre 1996 | 15 juillet 1999   |
| Pakistan                         | non signé         | non ratifié       |
| Pays-Bas                         | 24 septembre 1996 | 23 mars 1999      |
| Pérou                            | 25 septembre 1996 | 12 novembre 1997  |
| Pologne                          | 24 septembre 1996 | 25 mai 1999       |
| Roumanie                         | 24 septembre 1996 | 5 octobre 1999    |
| Royaume-Uni                      | 24 septembre 1996 | 6 avril 1998      |
| Russie                           | 24 septembre 1996 | 30 juin 2000      |
| Slovaquie                        | 30 septembre 1996 | 3 mars 1998       |
| Suède                            | 24 septembre 1996 | 2 décembre 1998   |
| Suisse                           | 24 septembre 1996 | 1er octobre 1999  |
| Turquie                          | 24 septembre 1996 | 16 février 2000   |
| Ukraine                          | 27 septembre 1996 | 23 février 2001   |
| Viêt Nam                         | 24 septembre 1996 | 10 mars 2006      |

### Problème des tests sous-critiques
Il faut noter que les États-Unis et la Russie poursuivent la recherche en armes atomiques depuis 2000 environ en réalisant des tests sous-critiques ou tirs froid (n'entraînant pas de réaction en chaine du plutonium). Ces tests permettent de poursuivre la recherche en armement nucléaire et développer de nouvelles bombes sans les faire exploser, ce qui contourne le traité et incite les pays non détenteurs d'armes atomiques à ne pas le respecter non plus.